# Taksinus bambus
Genre
Espèce
Taksinus bambus, unique représentant du genre Taksinus, est une espèce d'araignées mygalomorphes de la famille des Theraphosidae.

## Distribution
Cette espèce est endémique de la province de Tak en Thaïlande,. Elle se rencontre dans le district de Mueang Tak vers 1 000 m d'altitude.

## Habitat
Cette espèce se rencontre dans le chaume de bambou du genre Gigantochloa.

## Description
Le mâle holotype mesure 26,30 mm et les femelles paratypes 30,82 mm 34,80 mm.
Le corps de ces araignées est brun à brun-jaune ou gris à noir et leurs pattes sont noire avec des bandes jaune doré.
Cette araignée construit un nid tubulaire en soie.

## Systématique et taxinomie
Cette espèce et ce genre ont été décrits par les arachnologistes thaïlandais Songsangchote (d), Sippawat (d), Khaikaew (d) et Narin Chomphuphuang (d)  de l'université de Khon Kaen en 2022.

## Étymologie
Son nom d'espèce lui a été donné en référence au lieu de sa découverte, du bambou.
Ce genre est nommé en l'honneur de Taksin.

## Publication originale
- Songsangchote, Sippawat, Khaikaew & Chomphuphuang, 2022 : « A new genus of bamboo culm tarantula from Thailand (Araneae, Mygalomorphae, Theraphosidae). » ZooKeys, no 1080, p. 1-19 (texte intégral).